# Tchitrec
Taxons concernés
Dans la famille des Monarchidae les trois genres :
- Selon la CINFO :
  - Eutrichomyias
  - Hypothymis
  - Terpsiphone
- Dans le langage courant, autre genre proche :
  - Trochocercusmodifier

Tchitrec est un nom ambigu, donné en français à de nombreuses espèces d'oiseaux de trois ou quatre genres, selon les sources, appartenant à la famille des Monarchidae, dans l'ordre des Passeriformes.

## Liste des Tchirec

### Les Tchitrec de la CINFO
Si l'on s'en tient aux appellations normalisées de la CINFO, on compte, en juin 2025 et selon la mise à jour du "6-5-10", dix-neuf espèces de Tichtrec :

### Genres selon CINFO
- Eutrichomyias
- Hypothymis
- Terpsiphone

### Autre genre
- Trochocercus avec deux autres Tchitrec...